# Communauté de communes du Bois-Gueslin
La Communauté de communes du Bois-Gueslin est une ancienne communauté de communes française, située dans le département d'Eure-et-Loir et la région Centre. L'ensemble de ses communes a intégré la communauté d'agglomération Chartres métropole le 1er janvier 2012.
Elle a été la première communauté de communes créée en Eure-et-Loir.

## Composition
Elle était composée des communes suivantes :
- 4 du canton de Chartres-Sud-Est
- 1 du canton d'Illiers-Combray

1. La Bourdinière-Saint-Loup
2. Dammarie
3. Fresnay-le-Comte
4. Mignières
5. Ver-lès-Chartres

## Compétences
- Aménagement de l'espace
  - Constitution de réserves foncières (à titre obligatoire)
  - Organisation des transports urbains (à titre facultatif)
  - Schéma de cohérence territoriale (SCOT) (à titre obligatoire)
- Développement et aménagement économique
  - Action de développement économique (Soutien des activités industrielles, commerciales ou de l'emploi, soutien des activités agricoles et forestières...) (à titre obligatoire)
  - Création, aménagement, entretien et gestion de zone d'activités industrielle, commerciale, tertiaire, artisanale ou touristique (à titre obligatoire)
- Développement et aménagement social et culturel
  - Activités culturelles ou socioculturelles (à titre facultatif)
  - Activités sportives (à titre facultatif)
- Environnement
  - Assainissement non collectif (à titre facultatif)
  - Collecte et traitement des déchets des ménages et déchets assimilés (à titre optionnel)
  - Protection et mise en valeur de l'environnement (à titre optionnel)
- Sanitaires et social - Aide sociale facultative (à titre facultatif)

## Historique
- 20 décembre 2002 : adhésion de Fresnay-le-Comte
- 27 mars 2001 : modification du bureau
- 2 août 1995 : création du premier bureau
- 13 juin 1994 : création de la communauté de communes